# Autobahndreieck Neu-Ulm
Das Autobahndreieck Neu-Ulm stellt eine Kreuzung der im dortigen Bereich autobahnähnlich ausgebauten Bundesstraßen 28 und 30 dar.
Geplant war das Autobahndreieck Neu-Ulm ursprünglich als Autobahnkreuz Wiblingen und als solches von 1978 bis 1981 in Bau.

## Geschichte
Obwohl es sich um Bundesstraßen handelt, treffen sich diese an einem Autobahndreieck und sind dazu als Autobahn beschildert. Das ist einmalig in Deutschland. Die Ursache dafür findet sich in der Geschichte. Die Bundesstraße 30 war bereits 1976 als Bundesautobahn 89, die heutige Bundesstraße 28 zwischen Ulm und Hittistetten war als Bundesautobahn 80 vorgesehen und wurde 1977 fertiggestellt. Ab 1978 wurde das Autobahnkreuz Wiblingen gebaut. 
Der Bundesverkehrswegeplan 1980 legte fest, dass 7000 geplante Autobahnkilometer zu streichen oder durch Bundesstraßenplanungen zu ersetzen sind. Kurzerhand wurde die Bundesautobahn 80 zwischen Ulm und Hittistetten in die Bundesstraße 28 umbenannt. Der begonnene Bau der Bundesautobahn 89 wurde als autobahnähnlicher Neubau der Bundesstraße 30 fortgesetzt. Da darüber hinaus feststand, dass die Bundesautobahn 89 nicht mehr von Ulm bis Günzburg weitergeführt wird, wurde das Autobahnkreuz Wiblingen in Autobahndreieck Neu-Ulm umbenannt und nur noch die nötigsten Auf- und Abfahrten fertiggestellt.
Im Laufe der Jahre wurde wieder über einen Weiterbau der B 30 in nördliche Richtung nachgedacht, um das Kreuz fertigzustellen. Allerdings entschied sich die Stadt Neu-Ulm zunächst für einen Ausbau der innerörtlichen Europastraße. Im Bundesverkehrswegeplan 2030 ist ein nördlicher Weiterbau geplant, welcher als Entlastung der Neu-Ulmer Europastraße dienen soll. Sie würde höchstwahrscheinlich die B 10 auf Höhe der Abzweigung Richtung Finningen treffen.